# الدنيا حلوة (فلم)
الدنيا حلوة، فيلم كوميدي، دراما، غنائي، استعراضي مصري لعام 1951 من إخراج يوسف معلوف، وكتب عبد العزيز سلام القصة، والسيناريو، والحوار. الفيلم من بطولة شادية، وكمال الشناوي، ويروي قصة حب فتاتين لطيار شاب، وتحاول كل فتاة أن تحتفظ به لنفسها.
صدر الفيلم إلى دور العرض المصرية في 22 نوفمبر 1951.
منح موقع قاعدة بيانات الأفلام على الإنترنت (IMDB) الفيلم درجة 5.4/ 10.
منح موقع قاعدة بيانات الأفلام العربية «السينما.كوم» الفيلم درجة 6.6/ 10.

## طاقم التمثيل
- شادية: في دور سميرة محسن.
- كمال الشناوي: في دور كابتن وحيد سامى.
- محمود المليجي: في دور شوكت بيه (مدير شركة الطيران).
- سراج منير: في دور محسن بيه المحامى.
- ميمي شكيب: في دور إلهام هانم.
- منى: في دور منى.
- محمود شكوكو: في دور محروس (المكوجى).
- زوزو نبيل: في دور عليه هانم (والدة وحيد).
- ثريا حلمي: في دور بطه (الخادمة).
- زيزي كامل: في دور ثريا هانم (خالة وحيد).
- عفاف شاكر: في دور سعاد فهمى (زميلة سميرة).
- عبدالحميد زكي: في دور كريكو كوساريدس (المترودوتيل).
- بالاشتراك مع: سميرة أحمد – صفا الجميل – سعاد أحمد – طلعت علام – لولا عبده – عفاف شاكر – كوثر شفيق – فيفي ماهر (غناء).[9][10]

## التعريف بطاقم التمثيل
كانت الممثلة منى تكتفي باسم علم مفرد واحد على شاشات السينما، كما فعلت والدتها آسيا داغر (منتجة وممثلة لبنانية، انتقلت للعيش في مصر عام 1923)، اسم منى الحقيقي هو إيلين داغر، وعملت بالتمثيل من أواخر الاربيعينات حتى عام 1955 حين قررت الاعتزال عقب زواجها من المحامي الشهير وقتها «علي منصور» بعد أن أشهرت إسلامها. توفيت بالقاهرة في الأول من يونيو سنة 2000 عن عمر ناهز 77 عامًا.
تقوم الممثلة عفاف شاكر بدور إحدى زميلات بطلة الفيلم، والفنانة عفاف شاكر هي الشقيقة الكبرى للفنانة شادية، وولدت في 7 أكتوبر في تركيا، وإسمها الحقيقي نور الحياة على آجا. بدأت عفاف شاكر بالعمل في الفن قبل شادية وأول ظهور لها كان عام 1946 في فيلم «ملاك الرحمة» بطولة يوسف وهبي وفاتن حمامة. تزوجت عفاف من الممثل كمال الشناوي لفترة ثلاثة سنوات، وانتقلت للعيش في أمريكا، وتوفت هناك.

## إنتاج الفيلم
فوجئ كمال الشناوي وشادية نفسها، بترشيح المخرج يوسف معلوف للفنانة عفاف شاكر، زوجة كمال الشناوي السابقة، وشقيقة الفنانة شادية، لتشارك معهما في الفيلم، غير أن كمال تعامل مع الأمر بصدر رحب، بل كان أول من بادر وذهب لمصافحة عفاف، وهنأها على مشاركتها في الفيلم. بدأت الغيرة تدب في قلب الفنانة هاجر حمدي، زوجة كمال الشناوي، وأم أبنه محمد، ونشبت بينها وبين كمال العديد من المشاكل، بسبب وقوف زوجته السابقة عفاف شاكر أمامه في الفيلم، إضافة إلى الصور التي تنشرها الصحف لكمال وشادية معا، والحديث حول أنهما يكونان ثنائيا ناجحا ومتفاهما بشكل غير مسبوق، وخاصة في الوقت الذي اضطرت فيه هاجر للجلوس في البيت خلال العام الأول بعد ولادة ابنهما محمد، ابتعدت خلاله عن الأضواء والكاميرات، فوجدت أن الفرصة مواتية للعودة مجددا للأضواء والشهرة، بعد أن شعرت بالغيرة من وجود عفاف شاكر وشادية إلى جواره، فيما تظل هي في الظل.
لاحظ كمال الشناوي أن المنتج حلمي رفلة يحضر إلى الاستديو خلال تصوير أي فيلم يجمع بينه ووشادية وإسماعيل ياسين، ومعه مصور فوتوغرافيا، ليطلب منه أن يقوم بالتقاط عدة صور لهم الثلاثة معا، واكتشف أن المنتج حلمي رفلة يأخذ تلك الصور التي يقوم بالتقاطها لهم، لينشر بعضها، ويأخذ البعض الآخر، ويقوم بعرضه على شركات التوزيع، لإيهامهم بأنه يقوم بالفعل بتصوير فيلم جديد يجمع بين كمال الشناوي وشادية وإسماعيل ياسين، ومن خلال هذه الصور يحصل على ما يسمى «سلفة توزيع» من أي من شركات التوزيع، ومن خلال السلفة التي يحصل عليها يبدأ في إنتاج فيلم جديد، يتم كتابته خصيصا للفنانين الثلاثة، دون أن يكون هناك وجود من الأساس لهذا الفيلم الذي بدأ مجرد مجموعة من الصور الفوتوغرافية.

## أحداث الفيلم
يعمل الكابتن وحيد سامى (كمال الشناوى)، والمضيفة منى (منى إبراهيم) في شركة الطيران تحت إدارة شوكت بك (محمود المليجى). يعيش وحيد مع خالته ثريا هانم (زيزى كامل)، ويقيم علاقة مع عليه هانم (زوزو نبيل) زوجة شوكت بك. تعيش المضيفة منى مع والدتها إلهام هانم (ميمى شكيب)، وزوج والدتها، المحامي محسن بك (سراج منير)، وتحاول منى التقرب من الكابتن وحيد لأنها تحبه، وتسعى للزواج منه، بينما وحيد غير راضٍ تماماً عن تلك العلاقة، بسبب تحرر منى الزائد، بالإضافة لتكالبها وفرض وجودها عليه. كان محسن بك قد أودع إبنته سميرة (شادية) من زوجتة الأولى المتوفاة، في مدرسة داخلية، وعندما أنهت دراستها وحصلت على الدبلوم، أحضرها لتعيش مع زوجته وابنتها منى، وكانت الحظوة لإبنة زوجته منى، وتأتي سميرة في المرتبة الثانية. يتعرف الكابتن وحيد، بالمصادفة على سميرة، في عيد ميلاد منى، وينجذب إليها، وتبادله سميرة نفس المشاعر، ويبدأ في مواعدتها. تقف الخادمة بطه (ثريا حلمى)، وخطيبها المكوجى محروس (محمود شكوكو) في صف سميرة، ومساعدتها على لقاء الكابتن وحيد، وحمايتها من تسلط إلهام هانم وإبنتها منى، حتى تكتشف منى العلاقة بين سميرة ووحيد، وتحاول إلهام هانم إبعاد سميرة، بينما تسعى منى لاستقطاب وحيد، الذي وقعت من حافظته صورة عليه هانم زوجة شوكت بك، وتسارع منها بالتقاطها، وتسليمها إلى أمها، لاستخدامها عند اللزوم. تشيع إلهام هانم أن وحيد خطب منى، ويعترض وحيد، ولكن إلهام هانم تلوح له بصورة عليه هانم، وخوفاً من الفضيحة، يصمت الكابتن وحيد. تحدث مشاجرة بين إلهام هانم، وسميرة، التي تتوجه لمكتب والدها للشكوى، ولكن إلهام توقع بين الأب وإبنته، وتحتار سميرة، وتذهب إلى حبيبها وحيد الذي يخفيها بمنزل خالته ثريا هانم. تقوم منى بإبلاغ شوكت بك بعلاقة زوجته مع عشيقها وحيد. يسارع شوكت إلى بيته ليضبط وحيد هناك، ويطلق عليه النار، ويصيبه في ساقه، ثم يكتشف ان وحيد ليس عشيق زوجته، ولكنه إبنها، من زواج سابق، والذي أخفته عنه، حينما طلب يدها للزواج، خوفا من تراجعه عن الزواج بها، وفضلت أن تربيه أختها ثريا هانم، وتم إنقاذ وحيد، ويعرف محسن بيه الحقيقة، ويوافق على زواج إبنته سميرة من الكابتن وحيد، بينما تزوجت الخادمة بطه من الأسطى محروس، وتركا المنزل لإلهام هانم.

## أغاني الفيلم
- الحكاية: غناء شادية – كلمات فتحي قورة – الحان محمود الشريف.[20]
- المكوجي: غناء شادية – كلمات فتحي قورة – الحان محمود الشريف.
- الدنيا حلوه: غناء شادية – كلمات عبد العزيز سلام – الحان أحمد صبره.[21]
- اشكي يا قلبي: غناء شادية – كلمات عبد العزيز سلام – الحان أحمد صبرة.
- يا فتاة النيل: غناء شادية – كلمات عبد العزيز سلام – الحان إبراهيم حسين.[22]
- ايه يعني الدنيا: غناء فيفي ماهر - كلمات عبد العزيز سلام – الحان أحمد صبره.[23][24]

## وصلات خارجية
- الدنيا حلوه على موقع السينما
- الدنيا حلوه على موقع دهليز
- الدنيا حلوه على موقع يوتيوب
- الدنيا حلوه على موقع الجريدة
- الدنيا حلوه على موقع IMDB
- الدنيا حلوه على موقع كاروهات
- الدنيا حلوه على موقع كاروهات